# 정정용
정정용(1969년 4월 1일 ~ )은 대한민국의 전 축구 선수 및 현 축구 지도자로 선수 시절 포지션은 수비수였으며 현재 K리그1 김천 상무의 감독직을 맡고 있다.

## 선수 경력
대구광역시 달서구 출신으로 신암초등학교 4학년 때 축구를 시작한 후 청구중학교, 청구고등학교, 경일대학교를 거쳤다.
그 뒤 1992년 12월에 창단한 실업팀 이랜드 푸마의 창단 멤버로 입단하여 1993년부터 1997년까지 5시즌 동안 활약하며 전국실업축구연맹전 2회 우승(1995 춘계, 1996 춘계) 및 1회 준우승(1997 춘계), 전국축구선수권대회 2연패(1994, 1995) 및 1회 준우승(1996), 1994년 전국실업축구선수권대회 준우승, 1994년 대통령배 전국축구대회 우승, 1995년 전국실업축구선수권대회 우승 등에 일조했지만 부상에 발목이 잡히면서 29세의 젊은 나이에 은퇴를 선언했다.

## 지도자 경력

### 초기 경력
은퇴 이후 유소년 축구 강국인 포르투갈로 축구 유학을 떠나는 등 지도자로서의 역량을 쌓는 데에 주력했으며 명지대학교 대학원에서 석사과정을 거치며 본격적으로 지도자의 길을 준비하였다.
이후 2008년부터 2009년까지 U-14 대표팀 코치를 맡아 2009년 청소년 아시안 게임 금메달을 이끄는 등 연령별 대표팀에서 차근차근 경력을 쌓은 뒤 2014년에는 자신의 고향팀인 대구 FC의 수석코치를 잠시 역임했으며 2015 시즌을 앞두고 대구 FC의 산하 유스팀인 현풍고등학교의 감독으로 부임했다.

### 대한민국 U-20 대표팀
2016년부터 대한민국 U-20 국가대표팀의 감독을 맡으며 다시 연령별 대표팀으로 복귀했고 이듬해인 2017년에는 잠시 U-23 대표팀 감독 대행을 맡았다가 같은 해 U-20 대표팀의 정식 감독으로 선임되자마자 2018년 AFC U-19 챔피언십 준우승 및 6년만의 U-20 월드컵 본선행을 이끌었다.
그리고 그 해 U-20 월드컵 본선 첫 경기에서 포르투갈에 0-1로 지면서 불안하게 출발하는 듯 했으나 2차전에서부터 4강전까지 5경기에서 4승 1무의 놀라운 성적을 거두었고 비록 우크라이나와의 결승전에서 아쉽게 역전패를 당했지만 사상 첫 FIFA 주관 남자 대회 준우승의 쾌거를 이끌었으며 대회 이후 U-20 대표팀 감독직을 U-17 대표팀 감독인 김정수에게 넘긴 뒤 2019년 12월 열린 AFC 시상식에서 올해의 남자 감독상을 수상하는 영예를 안았다.

### 서울 이랜드
2020 시즌을 앞두고 K리그2 서울 이랜드의 감독으로 취임하면서 지도자 커리어를 시작한 2008년 이후 12년만에 처음으로 프로팀 감독을 맡았다.
하지만 재임 중인 3시즌 동안 단 한번도 승격 플레이오프 진출을 이끌지 못하면서 결국 2022년 10월 25일 서울 이랜드와의 3년 간의 계약이 만료된 후 박충균에게 감독직을 넘겼다.

### 김천 상무
2023년 1월 1일부터 4개월간 모교인 경일대학교에서 스마트 스포츠 대학 전문스포츠학부의 부교수를 맡아 후학 양성에 힘쓰던 중 같은 해 5월 26일 김천 상무의 새 사령탑으로 선임된 뒤 2023년 K리그2에서 김천의 통산 4번째 K리그2 우승 및 2년만의 K리그1 복귀를 이끌어냈고 이후 2024년 K리그1에서도 3위라는 상무 축구단 역사상 K리그1 역대 최고 성적을 이끌었다.

## 수상

### 클럽 (선수)
이랜드 푸마
- 전국실업축구연맹전 : 우승 (1995 춘계, 1996 춘계), 준우승 (1997 춘계)
- 전국축구선수권대회 : 우승 (1994, 1995), 준우승 (1996)
- 전국실업축구선수권대회 : 우승 (1995), 준우승 (1994)
- 대통령배 전국축구대회 : 우승 (1994)

### 클럽 (지도자)
김천 상무
- K리그1 : 3위 (2024)
- K리그2 : 우승 (2023)

### 국가대표팀 (지도자)
대한민국 U-20
- AFC U-20 아시안컵 : 준우승 (2018)
- FIFA U-20 월드컵 : 준우승 (2019)

### 개인 수상
- 대한축구협회 시상식 올해의 지도자상 : 2019
- 아시아 축구 연맹 시상식 올해의 남자 감독상 : 2019